# Beretta AR 70/90
L'AR 70/90 è un fucile d'assalto camerato per il calibro 5,56 × 45 mm NATO, prodotto dalla Fabbrica d'Armi Pietro Beretta, adottato dal 1990 dall'Esercito italiano.
A partire dalla fine del 2010 lo si sta gradualmente sostituendo col Beretta ARX-160, nell'ambito del programma Soldato Futuro dell'Esercito Italiano.

## Storia e sviluppo

### L'ideazione e il modello AR 70
La Beretta cominciò a svilupparlo nel 1968, sfruttando alcune collaborazioni con la svizzera SIG (in quel tempo conosciuta come SIG-Manurhin in quanto collaborante a sua volta con la francese Manurhin per essere poi conosciuta, soprattutto negli Stati Uniti d'America, come SIG Sauer, oggi SAN - Swiss Arms) che, dopo aver abbandonato la collaborazione con Beretta, continuò nello sviluppo del proprio modello SIG-530, quasi uguale al Beretta AR70 da cui differiva inizialmente per il diverso sistema di chiusura e ritardo dell'otturatore. Il modello iniziale della Beretta apparve nel 1972 circa, e dopo le prove fu adottato dalle Forze speciali italiane (in particolare il Comando subacquei ed incursori), dal Reggimento San Marco della Marina Militare Italiana, dai NOCS della Polizia di Stato, dall'Aeronautica Militare per equipaggiare gli uomini della VAM (Vigilanza Aeronautica Militare), così come da alcuni eserciti stranieri, come quelli della Giordania, della Malaysia ed altri. Il fucile fu designato AR-70 (poi conosciuto come AR-70/223 per distinguerlo dal successivo AR 70/90), ed era disponibile in tre versioni di base (fucile d'assalto standard AR-70/223, carabina SC-70/223 con lo stesso tromboncino ma con calcio ripiegabile, ed una carabina speciale SCS-70/223 con tromboncino accorciato rimovibile e calcio ripiegabile). Venne sviluppata anche la versione da appoggio tattico (mitragliatrice leggera), variazione sul modello base del 70/223, con caricatore a cassetta amovibile e canna di rapida sostituzione, ma non ottenne un notevole successo.

### L'adozione dell'Esercito Italiano ed il caso Gamba
Quando l'Esercito italiano decise di sostituire il fucile da battaglia Beretta BM 59 con un nuovo fucile camerato per l'altrettanto nuovo calibro 5,56 × 45 mm NATO, la Beretta partecipò alla gara d'appalto con un derivato dell'AR 70/223 denominato alla fine AR 70/90. Questa versione migliorata apparsa nel 1985 vinse le prove di valutazione (effettuate presso lo Stabilimento Militare di Armamento Leggero di Terni negli anni 1988/89) sconfiggendo i due prototipi di ditte concorrenti: il fucile HK G41 proposto dalla Franchi ed il VB (clone del Galil) della Bernardelli. Era intenzione chiamare a partecipare anche la Colt, con il suo M16A2, ma il caso giudiziario che vide coinvolto Renato Gamba e la sua fabbrica di armi - che doveva presentare tale arma - bloccò sul nascere la valutazione dell'arma americana.

### La versione AR 70/90
Il nuovo modello AR 70/90 (Assault Rifle) fu adottato nel 1990 come fucile d'assalto standard dalle forze armate italiane.
Oltre alla versione base con calcio fisso, furono adottate le seguenti varianti:
- SC 70/90 (Special Carbine) con calcio ripiegabile, principalmente in uso presso le truppe alpine,
- SCP 70/90 (Special Carbine Paratroopers) carabina per reparti paracadutisti con calciolo ripiegabile e tromboncino più corto rispetto all'SC che consente l'inserimento nella guaina per fucile impiegata nei lanci con paracadute.

Una versione da appoggio tattico, la mitragliatrice leggera AS 70/90, non è stata adottata. Al posto della mitragliatrice leggera 70/90 le Forze Armate italiane hanno preferito la FN Minimi, prodotta dalla Fabrique Nationale de Herstal belga, che è alimentabile sia a nastro che con il caricatore standard STANAG da 30 colpi, identico a quello dell'AR 70/90 e sue varianti. Oltre al FAL BM59 l'AR 70/90 ha rimpiazzato anche il precedente modello AR 70 in tutti i reparti che lo adottavano.

### Versioni per il mercato civile
Sia i fucili d'assalto 70/223 che i fucili d'assalto 70/90 sono disponibili anche in versione solo semi-automatica per la polizia e per il mercato civile. La versione per il mercato civile non è dotata di tromboncino e di maniglia di trasporto, e in Italia la capacità del caricatore è limitata a 5 cartucce. Da gennaio 2018 tali ultime versioni sono commercializzate da Nuova Jager S.r.l.. Le armi provengono dalle riserve di reparto dell'Arma dei Carabinieri, sono state modificate e certificate dal distributore per il solo funzionamento semiautomatico rimanendo sempre nel calibro originale .223 Remington con caricatore STANAG NATO ridotto a 5 colpi per costruzione e tromboncino di diametro ridotto a 21mm.

## Caratteristiche

### Descrizione generale

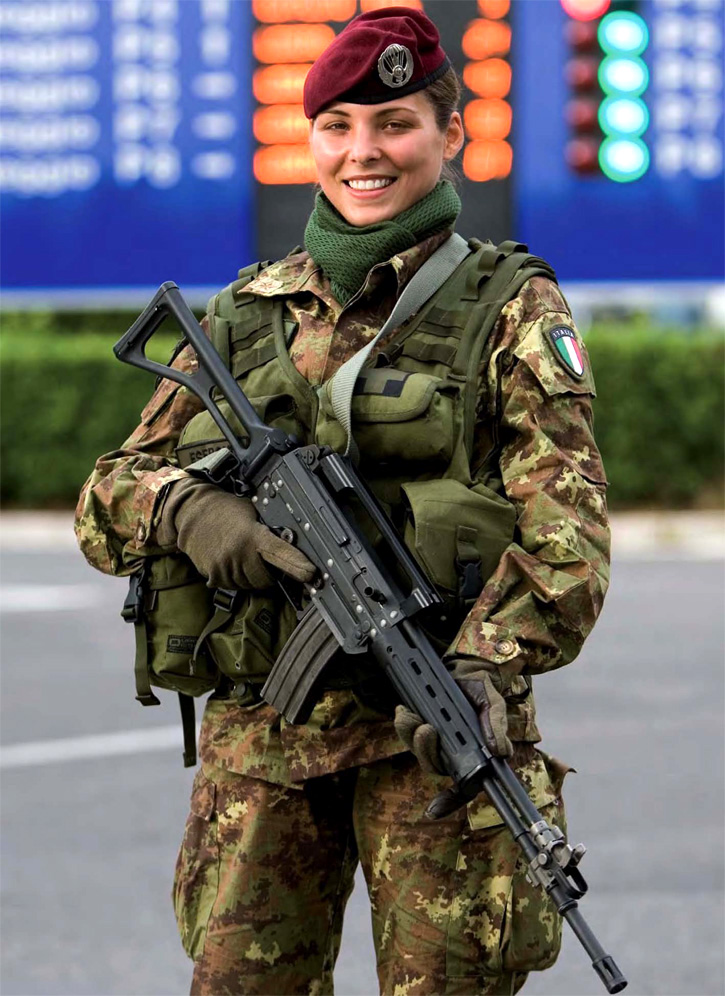
Militare italiana in servizio alle Olimpiadi invernali di Torino nel 2006 con Beretta SC 70/90.

Gli AR-70/223 ed i fucili d'assalto AR-70/90 sono molto simili nel progetto base, ma con delle differenze notevoli: il processo di sviluppo dell'AR70 che ha portato all'AR70/90 per potersi adeguare ai desideri che l'Esercito Italiano aveva espresso promuovendo la competizione destinata a selezionare il sostituto del FAL BM-59, ha portato a riprogettare quasi completamente l'arma definitiva che ha ben poche parti intercambiabili con il proprio progenitore. La descrizione sotto riportata è per l'AR-70/90, con riportate le differenze rispetto al celebre 70/223, dove necessario.
L'AR-70/90 è un fucile d'assalto automatico a recupero indiretto di gas con canna rigata con sei righe destrorse con passo da 178 mm. Il castello è fatto in lamiera d'acciaio stampata, composto da due metà unite sul retro e sul fronte. Per la manutenzione da campo si può aprire il castello spingendo il pulsante sul retro, svincolando il castello che è incardinato sulla parte anteriore. Se necessario, può essere svincolato anche il cardine anteriore per separare completamente il castello. Sull'AR-70/223 il castello superiore è di sezione trasversale quadrata, con nervature di rinforzo separate. Questa conformazione si dimostrò meno robusta di quanto desiderato dall'EI per cui l'AR-70/90 presenta una sezione trasversale del castello superiore sagomata di forma trapezoidale saldata con delle nervature di rinforzo: tale soluzione ha irrobustito notevolmente la cassa del fucile rendendolo però decisamente più pesante, passando il peso a vuoto da 3,4 kg del AR70 a 4 kg del AR70/90 nella stessa configurazione di base con il "calcio pieno".
L'azione a recupero di gas dell'AR-70/90 è di tipo convenzionale col pistone del recupero del gas lungo posizionato sopra la canna. L'asta del pistone del gas è collegata al gruppo otturatore con un chiavistello e la molla di ritorno è posizionata sul pistone del gas, fin sopra il caricatore. Il gruppo di recupero del gas presenta fori di parzializzazione dell'uscita dei gas (per le condizioni ordinarie o critiche), e la chiusura completa della fuoriuscita gas avviene alzando l'apposita leva ad anello per il lancia granate. Quando la leva per il lancia granate è alzata nella posizione di fuoco, chiude automaticamente e del tutto la fuoriuscita dei gas che vengono convogliati nel vivo di volata. La leva selettore è piuttosto simile a quella dei fucili d'assalto Kalashnikov AK-47 ed ha i lati massicci i quali sono imperniati nel manicotto del tromboncino che è solidale alla canna. L'astina, o impugnatura anteriore, è agganciata al tubo che contiene il pistone.
È possibile la sostituzione rapida della canna (ma solo per la manutenzione non da campo) senza l'esecuzione delle rettifiche estese della testata. 
L'anima della canna è cromata internamente. Il selettore per il tiro ordinario/automatico sui fucili d'assalto della serie AR-70/90 è per colpo singolo, raffica controllata di tre colpi (accessorio extra sui fucili d'assalto AR-70/223) e raffica continua. Il selettore della sicura ordinaria è ambidestro sui fucili d'assalto della serie AR-70/90, mentre è localizzato sul lato destro del castello sui fucili d'assalto della serie AR-70/223. Il caricatore delle armi della serie dei fucili d'assalto AR-70/90 è realizzato secondo lo standard STANAG NATO per assicurarne la compatibilità con quelli del Colt M16, col pulsante di sgancio localizzato in basso su ambo i lati del castello sotto il selettore di tiro. Sui fucili d'assalto AR-70/223 il caricatore era semilunare per trenta colpi e non compatibile con i caricatori dell'M16, con la levetta di sgancio localizzata davanti al ponticello del grilletto (soluzione simile a quella del precedente Beretta BM-59). Sia i fucili d'assalto AR-70/90 che i fucili d'assalto serie AR-70/223 sono dotati di hold open. Il pulsante di sgancio dell'OACE è localizzato sul lato sinistro del castello, sopra lo sgancio caricatore, anteriormente rispetto al selettore di fuoco.

### Organi di mira
Il mirino dei fucili d'assalto AR-70/90 si trova sopra il gruppo di recupero del gas e la diottra/tacca di mira del tipo ad alette è tarata per 250 o 400 metri. Sulla superficie del castello è presente una maniglia sganciabile che ha degli agganci di tipo STANAG NATO per potervi apporre tutti i vari accessori disponibili (intensificatori di luce lunare Orion o Aimpoint, ottica 4× Zeiss), se richiesto possono essere installati facilmente anche altri mirini con attacchi compatibili. Le impugnature su tutti i fucili è fatta di plastica, sia sui fucili standard che hanno il calcio di plastica o fisso. Il fucile d'assalto SC-70/223, il fucile d'assalto SC-70/90 ed il fucile d'assalto SCP-70/90 sono solamente varianti dei fucili AR avendo di particolarità il calcio metallico ripiegabile e non coperto di plastica. La carabina dell'SCP-70/90 è simile all'SC-70/90 e si differenzia per il tromboncino spegni-fiamma estraibile tramite un innesto a baionetta che non può essere usato per lanciare granate. Comunque, un lanciatore di granata amovibile è disponibile ed è agganciabile con un morsetto sotto l'astina subito dopo il ponticello del grilletto. L'impugnatura a pistola di tutti i fucili d'assalto AR-70/90 è dotata di un alloggiamento per un kit di pulizia fornito di serie.

### Sistemi di sicurezza
Il fucile d'assalto dispone di tre sistemi di sicurezza:
- Sicurezza ordinaria: agisce sulla leva di scatto
- Sicurezza contro l'apertura prematura dell'otturatore: realizzata da una corsa retrograda a vuoto di 7mm del carrello porta otturatore, provoca un ritardo in apertura dell'otturatore che permette la fuoriuscita di tutti i gas dalla canna
- Sicurezza contro lo sparo prematuro: garantita dall'incompleta chiusura dell'otturatore, che non consente la percussione

## Accessori
Un'ampia varietà di accessori è inoltre disponibile per i fucili d'assalto AR-70/90 come la baionetta, i bipiedi pieghevoli amovibili, spegnifiamma (filettatura 1/2 × 28 TPI), ecc. La baionetta in dotazione all'EI, per motivi logistici, è la stessa del BM-59, a sua volta derivata dall'americana M4 dell'M1 Garand. Alcuni reparti di paracadutisti adottano una particolare astina dotata di slitte Weaver per applicare accessori come puntatori laser, torce ed impugnature anteriori.

### Lanciagranate
Da notare che l'arma è ora in distribuzione anche integrata del lanciagranate statunitense M203 per granate da 40 × 46 mm. L'installazione del lanciagranate sulle armi della serie 70/90 era stata inizialmente ritenuta impraticabile, vista l'incompatibilità dell'interfaccia di fabbrica del lanciatore con i fucili. In sostituzione, la Franchi S.p.A. propose inizialmente il lanciagranate GLF-40, una versione prodotta su licenza del CIS-40GL originario di Singapore, la cui installazione richiedeva però a sua volta un'interfaccia dedicata e la rimozione dell'astina del fucile. Successivamente, l'installazione degli M203 sui fucili e le carabine della serie 70/90 è stata resa possibile grazie alla realizzazione presso il PMAL (Polo di Mantenimento delle Armi Leggere) dell'Esercito Italiano a Terni di una linea di produzione per Receiver di lanciagranate M203 con apposita interfaccia che consente l'installazione sulle armi Beretta 70/90 senza necessità di rimozione del guardamani. La distribuzione di lanciagranate M203 installati sui fucili 70/90 è iniziata presso il Reggimento "San Marco" durante il dispiegamento in Somalia in seno all'Operazione Restore Hope e nelle successive missioni nei Balcani. La distribuzione ha in seguito preso piede presso le restanti unità dell'Esercito Italiano e presso le Forze dell'ordine: Carabinieri e Guardia di Finanza hanno utilizzato fucili Beretta 70/90 equipaggiati con lanciagranate M203 per il lancio di artifizi antisommossa durante i fatti del G8 di Genova del 2001. In seguito a questa dotazione, il tromboncino lanciagranate e la relativa leva sulla valvola di recupero gas, progettate per il lancio delle granate a codolo Energa o Super-Energa con testate controcarro, anti-uomo e/o fumogene e lacrimogene (al giorno d'oggi non più in distribuzione) sono oggi in disuso. Le prestazioni del lanciagranate M203, giudicate carenti da molti operatori, e il suo peso eccessivo da assommarsi a quello già elevato dell'arma in sé, sono le ragioni principali dello sviluppo, da parte di Beretta, del lanciagranate avanzato GLX-160 da accoppiarsi al fucile d'assalto di nuova concezione Beretta ARX-160, ma che potrà essere installato anche sui 70/90.

## Scheda tecnica
|                     | AR-70/223                                                                                            | AR-70/90, SC-70/90                                                                                   | SCP-70/90                                                                                            |
| Calibro             | 5,56 × 45 mm M193                                                                                    | 5,56 × 45 mm NATO (SS109/M855)                                                                       | 5,56 × 45 mm NATO (SS109/M855)                                                                       |
| Lunghezza           | 995 mm                                                                                               | 988 mm 756 mm SC-70/90 con calciolo ripiegato                                                        | 908 mm 663 mm con calciolo ripiegato                                                                 |
| Lunghezza canna     | 450 mm                                                                                               | 450 mm                                                                                               | 360 mm                                                                                               |
| Peso a vuoto        | 3,43 kg                                                                                              | 4,7 kg                                                                                               | 3,8 kg                                                                                               |
| Capacità caricatore | 30 colpi                                                                                             | 30 colpi                                                                                             | 30 colpi                                                                                             |
| Cadenza di fuoco    | 680 colpi al minuto                                                                                  | 680 colpi al minuto                                                                                  | 680 colpi al minuto                                                                                  |
| Gittata utile       | 400 metri                                                                                            | 400 metri                                                                                            | 350 metri                                                                                            |
| Sicurezze           | 3 - Sicurezza "ordinaria", "contro l'apertura prematura dell'otturatore", "contro lo sparo prematuro | 3 - Sicurezza "ordinaria", "contro l'apertura prematura dell'otturatore", "contro lo sparo prematuro | 3 - Sicurezza "ordinaria", "contro l'apertura prematura dell'otturatore", "contro lo sparo prematuro |

## Utilizzatori
- Italia: 105.000 AR70/90 e 15.000 SCP70/90 in servizio con l'Esercito Italiano, la Marina Militare, l'Aeronautica Militare, l'Arma dei Carabinieri, la Guardia di Finanza, la Polizia Penitenziaria, la Polizia di Stato, Corpo Forestale dello Stato e il Corpo militare volontario della Croce Rossa Italiana.
- Burkina Faso
- Egitto almeno 2.450 SCP70/90
- Giordania
- Honduras 1.000 AR70/90acquistati nel 2006
- Lesotho
- Malaysia
- Malta
- Messico
- Marocco
- Nigeria
- Paraguay
- Zimbabwe
- Albania 5.000 AR70/90donati dall'Italia nel 2017